# Коровушкин, Сергей Александрович
Серге́й Алекса́ндрович Коро́вушкин (род. 26 января 1979, Редкино, Калининская область) — российский футболист, нападающий.

## Карьера
Играл в команде, участвовавшей в турнирах серии «Кожаный мяч» на первенство области. Просматривался в дубле московского «Спартака», но не подошёл команде.
В 1996 году дебютировал на профессиональном уровне в составе тверской «Волги», выступавшей тогда в 4-й зоне 3-й лиги. В 1997 году был приглашён Садыриным в ЦСКА, но за два сезона провёл всего 12 матчей за основной состав. Также выступал за вторую команду: в 1997 г. 11 игр и 7 голов в 3-й зоне 3-й лиги за ЦСКА-д, в 1998 г. 37 игр и 18 голов в зоне «Запад» второго дивизиона за ЦСКА-2.
В 1999 году перешёл в клуб первого дивизиона «Торпедо-ЗиЛ». Начало сезона сложилось удачно для Коровушкина: в матче 4-го тура против «Амкара» он отметился дублем, но эти два гола так и остались единственными на счету нападающего в том году.
В следующем сезоне Коровушкин оказался в составе нижегородского «Локомотива», но в составе команды за полтора года не закрепился, к тому же у клуба возникли серьёзные финансовые проблемы. Выступал за «Локомотив» в высшем и первом дивизионе.
Летом 2001 года принял приглашение Владимира Федотова стать игроком тульского «Арсенала». Коровушкин стал основным игроком канониров, отыграл за клуб в первом и втором дивизионе 126 матчей, в которых забил 53 гола.
После расформирования команды в 2004 году был приобретён московским «Торпедо». Однако руководство клуба не рассчитывало на Коровушкина как игрока основы. За полсезона он провёл 8 матчей за основной состав «Торпедо» и 5 матчей (1 гол) за дубль.
В том же сезоне был отдан в аренду в клуб первого дивизиона курский «Авангард», в следующем году срок аренды был продлён, а с 2007 года Коровушкин официально стал игроком курян. В сезоне 2007 года Сергей Коровушкин провёл больше всех матчей за «Авангард» (40 игр) среди всех игроков команды и разделил с Виктором Букиевским звание лучшего бомбардира клуба (11 мячей).
В феврале 2008 года подписал соглашение с клубом первого дивизиона калининградской «Балтикой». Если в первом сезоне Коровушкин был стабильным игроком основы, то во втором сезоне, пропустив почти три месяца из-за полученной в начале мая травмы, стал реже появляться на поле, выходя, в основном, на замену. Три гола, забитые Сергеем в начале сезона, так и остались на его лицевом счету по итогам года.
В начале 2010 года подписал контракт с вернувшимся в первый дивизион курским «Авангардом».

## Достижения
- Серебряный призёр чемпионата России 1998 года (в составе ЦСКА)
- Лучший бомбардир зоны «Запад» второго дивизиона в 2003 году (в составе «Арсенала»)
- Победитель зоны «Запад» второго дивизиона первенства России 2003 (в составе «Арсенала»)
- Обладатель Кубка ПФЛ: 2003 (в составе «Арсенала»)